# Nemea
Nemea (řecky Νεμέα) je město s 6 483 obyvateli ležící v jihozápadní Korinthii (320 m nad mořem) nedaleko od Korintu. Z mytologie je známé jako místo, kde Héraklés zabil lva. Z historie je známé jako dějiště proslulých řeckých her. V současnosti je to především vinařství, které městečko proslavilo. Víno tmavě červené barvy AOC je jedním z nejznámějších řeckých vín.

## Etymologie
Název města Nemea má dva výklady:
- Nemea (starořecky: Νεμέα) znamená pastvina a zároveň to bylo místo, kde se konaly nemejské hry.
- Nemea (řecky: Νεμέα) znamená v řecké mytologii víla. Nemea byla bohyně her v Argolis, které se v té době konaly na počest jejího syna hrdiny Archemora.

## Nemejské hry
Nemejské hry – nejmladší ze všehelénských svátků – se konaly každého druhého roku v Nemeji k poctě Dia Nemejského. První hry se zde konaly již v roce 1251 př. n. l., historicky jsou však doložené až od roku 573 př. n. l. Ve 2. stol. př. n. l. byly přeneseny do města Argos. O jejich původu kolovaly dvě pověsti:
- podle jedné vznikly z pohřebních her uspořádaných na památku Ofelta – synáčka nemejského krále, kterého zardousil had.
- podle druhé je založil Héraklés z vděčnosti za pomoc, kterou mu poskytl Zeus při zápase se strašným nemejským lvem, který byl zplozen Týfonem a Echidninou – napůl ženou a napůl hadem. Zabít lva a přinést jeho kůži byl jeden z dvanácti úkolů, které dal Hérakleovi král Eurystheus. Héraklés lva pronásledoval a zasáhl ho šípy, ale lev byl nezranitelný. Vnikl tedy k němu do jeskyně a zardousil jej. Nemejský lev byl i po smrti tak strašný, že král zakázal Hérakleovi vstoupit s jeho kůží do Mykén.

Tyto pověsti se odrážely i v odměně vítězům, kteří dostávali věnec miříkový nebo břečťanový. Miřík byl rostlinou pohřební a přičítala se jí kouzelná moc vzkřísit mrtvého, pokud se mu položí na čelo.

## Památky

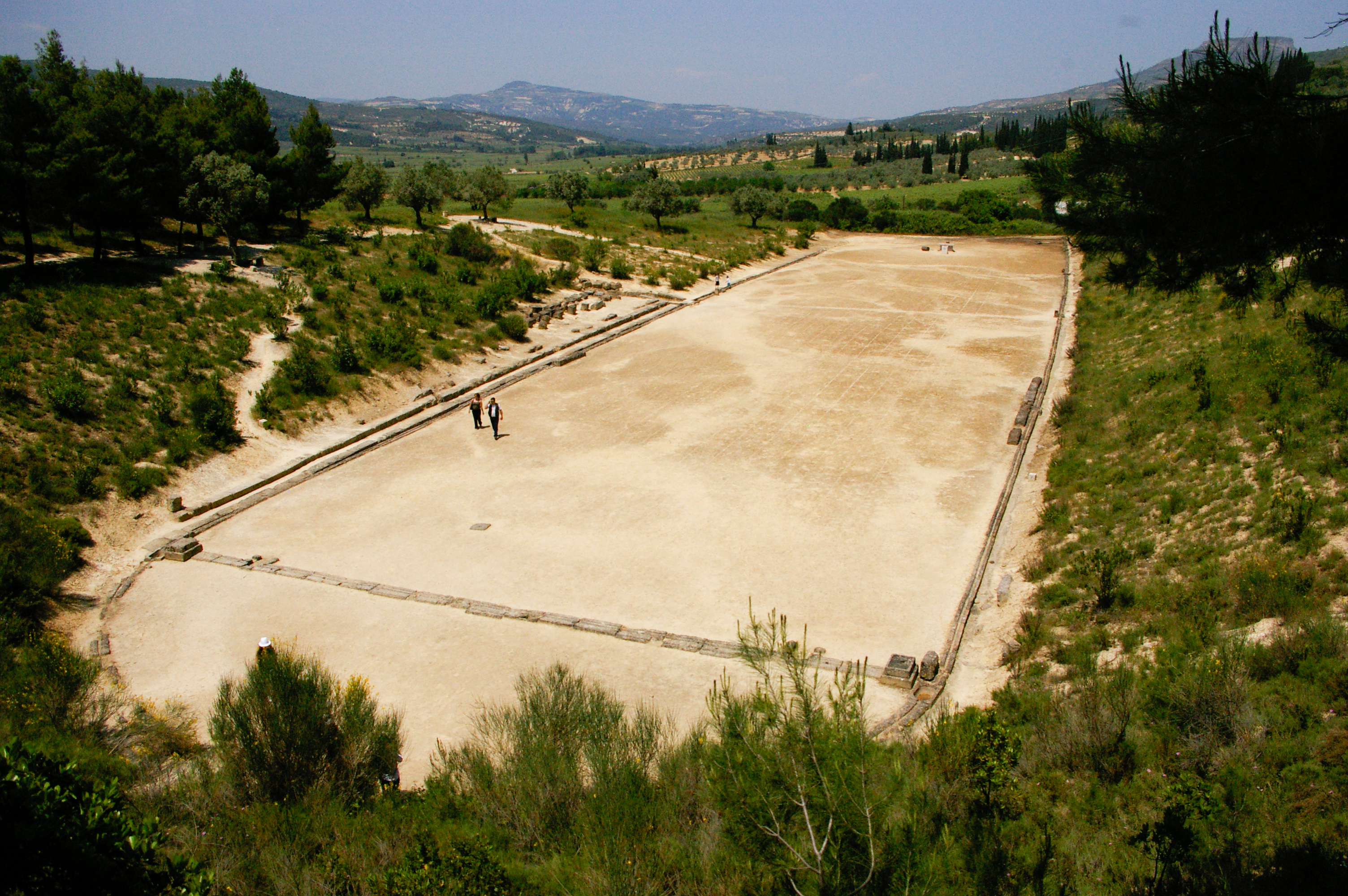
Zbytky stadionu v Nemea

Archeologické naleziště Nemea leží nedaleko obce Iraklio. Ve starověké Nemei (Archea Nemea) byl střediskem posvátného okrsku Diův chrám, který byl zbudován v dórském slohu v letech 340–320 př. n. l. Dodnes z něj zbyly tři z daleka viditelné sloupy, které stojí uprostřed rozsáhlého areálu trosek. Zachovaly se i zbytky obětního oltáře a základy domu pro hosty. V 5. století n. l. na nich byla vybudována křesťanská bazilika. Nedaleko od zbytků lázní z helenistického období se nachází malé muzeum.
Stadión, na němž se závodilo, leží asi 500 m odsud ve stinném valu. Sportovci k němu přicházeli klenutým průchodem a mohlo je sledovat až 40.000 diváků, kteří stáli na holé zemi.

## Vinařská oblast Nemea

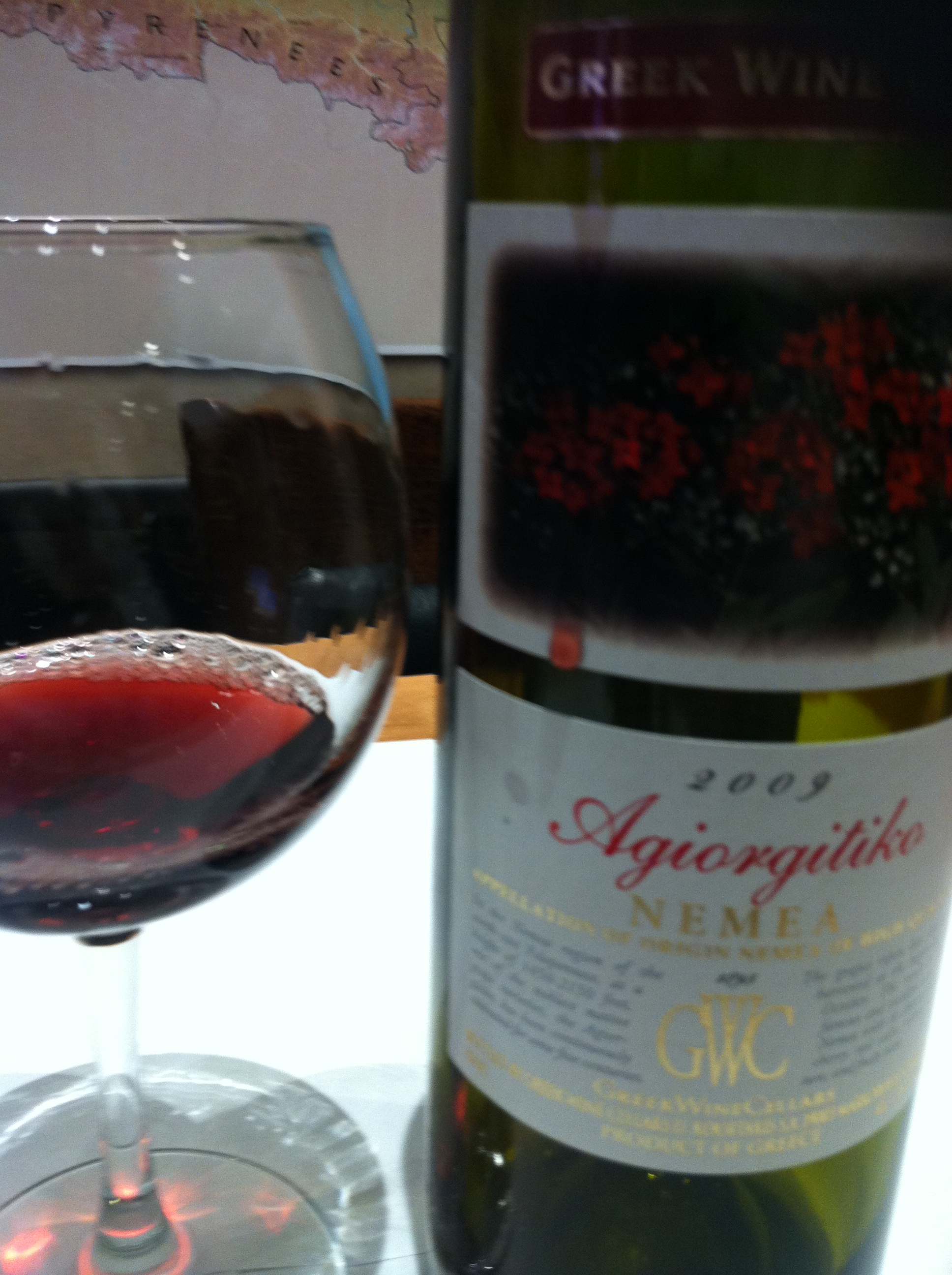
Známé červené víno Agiorgitiko

Nemea je jednou z nejznámějších vinařských oblastí Řecka. Klimatické podmínky jsou zde zvláště vhodné pro ušlechtilou odrůdu Agiorgitiko (Svatý Jiří), ze které se vyrábějí svěží růžová, lehká červená, ale i hutná vína se zráním 10 let. Na pláních kolem městečka se pěstuje proslavené víno AOC tmavě červené barvy, s komplexním aroma a sametovou chutí.
Víno se zde produkuje v nejméně 30 vinařstvích, kolem kterých vedou vinařské turistické stezky (Dromi tou Krasiou, řecky Δρόμοι του Κρασιού). 